# Mayar (berg)
Mayar är ett berg i Storbritannien.   Det ligger i kommunen Angus och riksdelen Skottland, i den norra delen av landet, 600 km norr om huvudstaden London. Toppen på Mayar är 831 meter över havet.
Terrängen runt Mayar är huvudsakligen kuperad. Runt Mayar är det glesbefolkat, med 13 invånare per kvadratkilometer. I omgivningarna runt Mayar växer i huvudsak blandskog.